# Dinosaur (песня King Crimson)
Dinosaur — сингл группы King Crimson, выпущенный в 1995 году.
- Треки 3, 4, 5 записаны в Буэнос-Айресе, Аргентина, Октябрь 1994

## Список композиций
1. "Dinosaur" (Эдриан Белью, Билл Бруфорд Роберт Фрипп, Трей Ганн, Тони Левин, Пэт Мастелотто) 4:39
2. "VROOOM" (Белью, Бруфорд, Фрипп, Ганн, Левин. Мастелотто) 7:33
3. "Cloudscape"  (Белью, Бруфорд, Фрипп, Ганн, Левин. Мастелотто) 1:16
4. "Elephant Talk" (Белью, Бруфорд, Фрипп, Левин) 4:06
5. "Red" (Фрипп) 5:53

## Участники записи
- Роберт Фрипп — гитара, меллотрон;
- Эдриан Белью — гитара, вокал;
- Тони Левин — бас-гитара, бас Неда Штейнбергера, вокал;
- Трей Ганн — стик Чапмена, вокал;
- Билл Бруфорд — ударные, перкуссия;
- Пэт Мастелотто — ударные, перкуссия.